# Уктус (аэропорт)
Аэропо́рт Укту́с — аэропорт местных воздушных линий, расположенный на военном аэродроме Арамиль (созданном в 1930-х годах) в черте города Екатеринбурга (бывший Свердловск), 20 км к юго-востоку от его южных окраин, в 5 км южнее аэропорта Кольцово, в 2 км северо-западнее города Арамиль, не обслуживает регулярные рейсы.
В декабре 2012 года аэропорт закрыт, аэродром Уктус исключён из Государственного реестра гражданских аэродромов РФ. Используется в качестве вертолётной площадки. В 2016 году на территории аэропорта планировали создание второй очереди особой экономической зоны «Титановая долина», а также производства самолетов L-410. 26 ноября 2021 года здание старого аэропорта на улице Белинского было полностью снесено для того, чтобы на освободившемся месте построить транспортный узел, парковку и торговый центр «Золотой».

## Аэродром
«Уктус» является первым аэродромом, начавшим гражданские авиационные перевозки на Урале. Аэродром до сих пор используется авиационными силами МВД России и в качестве базы ремонтного завода Минобороны Российской Федерации. «Уктусу» выделена Взлётно-посадочная полоса, покрытая Асфальтобетоном. Ее протяженность составляет 1803 м при ширине 40 м. Таким образом, аэродром может принимать Самолёты типа Ан-12, Ан-24, Як-40, Як-42, более легкие модели и разнообразные Вертолёты. Личный парк аэропорта, по данным 2010 года, включал Ан-2, Як-40, Ан-74, Pilatus PC-12, Ми-2, Ми-8.
Аэродром Арамиль является аэродромом совместного базирования: здесь расположен 695-й авиационный ремонтный завод Министерства Обороны России и отдельная Эскадрилья авиации внутренних войск МВД России (вертолёты Ми-8).

## История
10 сентября 1923 года самолёт Junkers F 13 (заводской номер «590», бортовой номер самолёта «R-RDAM», персональное наименование «Kukuch» («Кукушка»)), перелетавший из Москвы в Новониколаевск) приземлился на посадочную площадку возле Уктусского тракта. Экипаж: пилот Георг Ютербок (нем. Georg Jüterbock), пилот Пётр Иванович Лозовский и бортмеханик Каленин; в качестве пассажира на борту самолёта находился член правления общества «Добролёт» А. З. Дзевялтовский. Утром 11 сентября самолёт улетел в Курган.
В 1928 году начались непериодические полёты в Магнитогорск.
1 января 1932 года считается официальным днём рождения. Старый аэропорт Уктус располагался на одноимённом аэродроме в Чкаловском районе Свердловска.
В 1978 году летом самолётами Ан-2 ежедневно совершались 55 рейсов в 33 аэропорта Свердловской области, специальные рейсы для организаций обслуживали вертолеты Ми-2 и Ми-8. В 1984 году был построен, а в 1985 году официально запущен новый аэровокзал в Арамили, после чего аэропорт был перенесён на нынешнее место. Прежний аэродром закрыт, на его месте в 1990-х годах возведён жилой район Ботанический. Здание аэропорта снесено в 2022 году, в нём после закрытия аэропорта находились официальные службы (Уральское территориальное управление Росавиации).
После переноса аэропорта стало постепенно сокращаться количество рейсов, прекращены рейсы в ближние населённые пункты (Арти, Байкалово, Артёмовский, Петрокаменское, Сухой Лог, Нейво-Шайтанский, Сажино). Летом 1991 года ежедневно выполнялись 33 рейса в 25 аэропортов области, а также 3 рейса в Магнитогорск и Уфу. После распада СССР количество рейсов быстро сократилось лишь до нескольких, летом 1996 года самолёты Ан-2 выполняли лишь 5 рейсов за целую неделю, с учётом промежуточных посадок, количество аэропортов составляло лишь 9 (Алапаевск, Ивдель, Новосёлово, Ликино, Понил, Таборы, Тавда, Туринск, Сосьва), а самолёты Ан-24 делали 2 рейса в Москву и 2 — в Ханты-Мансийск, до 2007 года это количество рейсов сохранялось, обслуживались 14 аэропортов (добавились Круторечка, Лопатково, Ерёмино, Шантальская, Североуральск). В 2004 завершена модернизация здания аэровокзала, усовершенствована взлётно-посадочная полоса и новое навигационное оборудование, на самолётах Ан-74 и Як-40 пилоты выполняли чартерные рейсы в другие города России и страны СНГ, а на самолёте Ан-74 — международные воздушные перевозки в страны Африки, Европы, Индокитая, Средней Азии, Балтии, Центральной и Юго-Восточной Азии.
Военный аэродром в Арамили возник в начале 1930-х годов как база школы пилотов ОСОАВИАХИМ (позднее Свердловского аэроклуба ОСОАВИАХИМ). С января 1946 года базировалась 142-я Отдельная Смешанная Авиационная Эскадрилья (ОСАЭ), в 1977 году перебазированная в Кольцово, далее — 180-я Отдельная Транспортная Авиационная Эскадрилья войск ПВО (до 1998 года).

### Современность
Парк аэропорта на начало 2010 года состоял из шести типов воздушных судов — самолёты Ан-2, Як-40, Ан-74, Pilatus PC-12, вертолёты Ми-2, Ми-8.
В 2012 году ОАО «Второе Свердловское авиапредприятие» было объявлено банкротом. Имущество предприятия (включая самолёты, вертолёты, а также посадочные площадки местных воздушных линий Свердловской области) было выставлено на открытый аукцион, который состоялся в мае 2012 года. В декабре 2011 года подписано трёхстороннее соглашение между Свердловской областью, «УГМК-Холдингом» и ОАО «Аэропорт Уктус» о развитии сети региональных перевозок и хозяйственного комплекса аэропорта Уктус. Доля участия Свердловского правительства составит 75 %, УГМК — 25 %. Акционерное общество объединит имущественный комплекс аэропорта, уже выкупленный УГМК, и часть приобретенного имущества у «Второго Свердловского авиапредприятия». На приобретение имущества разорившегося госпредприятия в областном бюджете заложено 200 млн руб.: из них 50 млн руб. пойдут на выкуп имущества ОАО «Второе Свердловское авиапредприятие», 60 млн руб. на приобретение авиатехники для обеспечения основной деятельности, 50 млн руб. на реконструкцию топливозаправочных комплексов, лётного поля аэродрома Арамиль и восстановление посадочных площадок местных воздушных линий. В 2013 проект заморожен. В аэропорту продолжает действовать "ЗАО «Авиакомпания „Уктус“», выполняющая частные, чартерные и VIP — перевозки.
В 2016 году на территории аэропорта планировали создать вторую очередь особой экономической зоны «Титановая долина», а также производства самолётов L-410.
В настоящее время (2022 год) в сборочном цехе УЗГА на территории аэродрома, выполняется значительный объём производства как пилотируемых летательных аппаратов, так и беспилотных. В том числе и по заказу МО. Также на сегодня[когда?] проходят испытания девятиместного пассажирского самолёта ЛМС «Байкал», созданного на замену Ан-2. 18 января 2022 года прошли его первые подлёты.
26 ноября 2021 года историческое здание аэропорта было снесено для освобождения места под торгово-транспортный узел, который после завершения строительства (завершить запланировано[когда?] к 2023 году[когда?]) должен будет включать здание нового автовокзала, действующую станцию метро «Ботаническая», новый торговый центр «Золотой» и парковки.

Здание Уктусского аэропорта (27 сентября 2020 года)
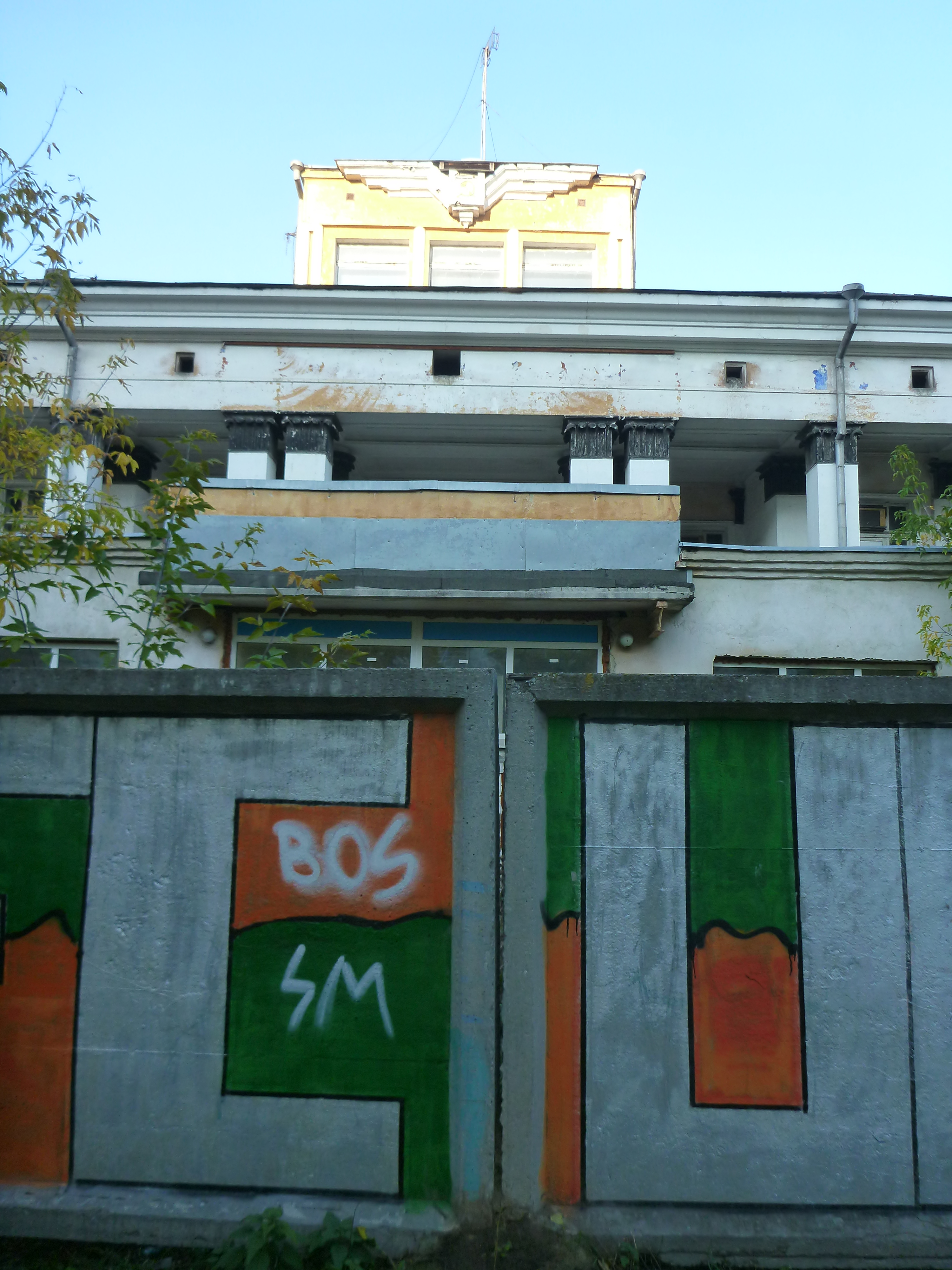
Вид на башню
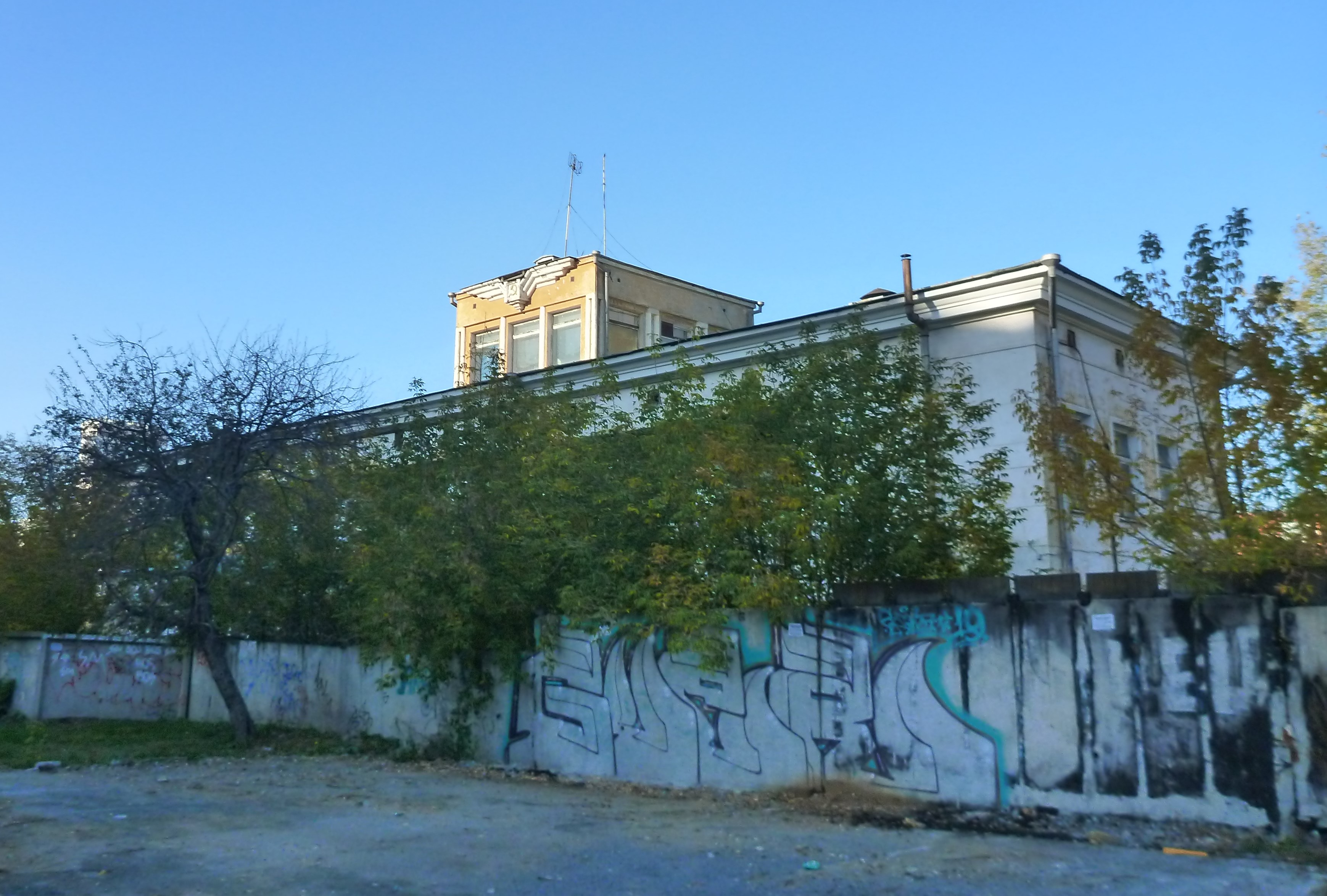
Обратная сторона
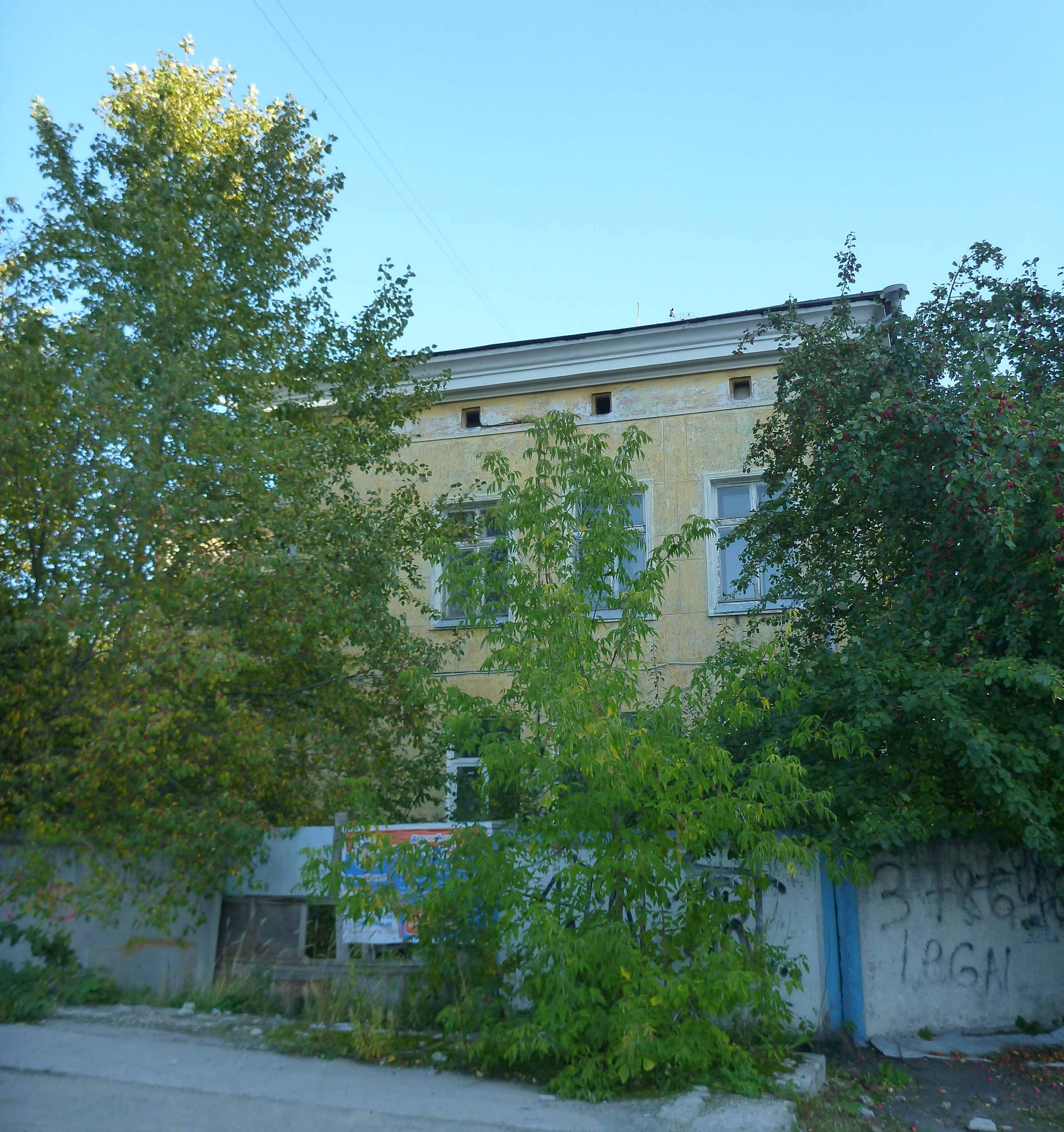
Торцевая стена

Письмо Управления государственной охраны объектов культурного наследия Свердловской области от 19 декабря 2020 года об отсутствии на территории аэропорта «Уктус» объектов культурного наследия
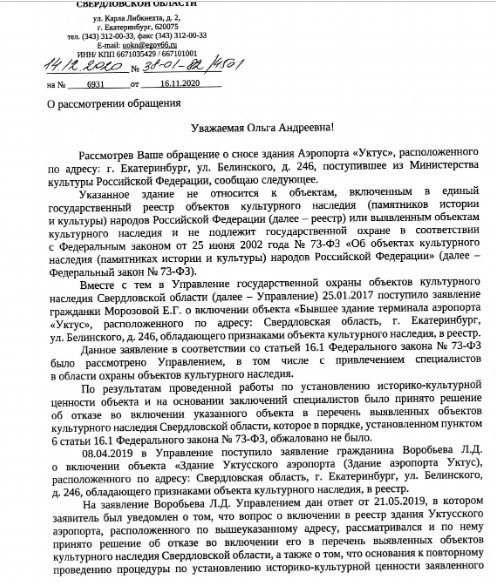
Лист 1
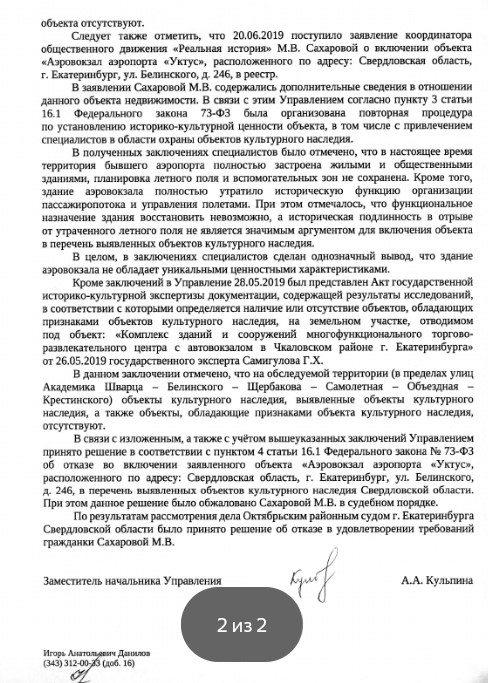
Лист 2